# Аиде, Гамильтон
Чарльз Гамильтон Аиде́ (англ. Charles Hamilton Aide, 1826, Париж — 13 декабря 1906, Лондон) — английский поэт и романист.
По смерти его отца, армянина, убитого на дуэли три месяца спустя после рождения Аиде, его мать, англичанка, дочь адмирала сэра Георга Кольера, переселилась в Англию. В 1844—1845 гг. он учился в Боннском университете, поступил затем офицером в ряды английской армии, но уже в 1852 году вышел в отставку в чине капитана. Имя его сделалось известным с появлением его книг «Poems» (Лондон, 1854) и «Elconore and other poems» (Лондон, 1856), в которых, несмотря на некоторую подражательность Шелли и Теннисону, высказался самобытный талант, преимущественно в поэзии описательной и в балладе. За этими стихотворениями следовали романы: «Carr of Carrlyon» (3 т., Лондон, 1862); «Mr. and Mrs Faulconbridge» (3 т., Лон., 1864); «The Marstons» (3 т., Лондон, 1868) и др. Охотно задаваясь в своих сочинениях анализом какого-нибудь сложного психологического вопроса, Аиде разбирает его всесторонне в остроумном и увлекательном рассказе, не прибегая к эпизодам чудесным и невероятным, столь излюбленным авторами сенсационных романов. Также весьма удачны его романы, взятые из немецкой и итальянской жизни. Многие из его сочинений появлялись в журналах «All the Year round» и «Fraser’s magazine». Большая часть их вошла также в Таушницкое «Collection of British authors».